# Rugby sevens nos Jogos Olímpicos de Verão de 2024 - Masculino
O torneio masculino de rugby sevens nos Jogos Olímpicos de Verão de 2024 foi realizado entre 24 e 27 de julho de 2024, sem partidas no dia 26 de julho devido à cerimônia de abertura. Foi sediado no Stade de France, que também serviu como estádio-sede da Copa do Mundo de Rugby de 2023. Doze equipes participaram do evento.

## Medalhistas
|  | FRA França |  | FIJ Fiji |  | RSA África do Sul |
|  | Varian Pasquet Andy Timo Rayan Rebbadj Théo Forner Stephen Parez Paulin Riva Jefferson-Lee Joseph Antoine Zeghdar Aaron Grandidier Nkanang Jean-Pascal Barraque Antoine Dupont Jordan Sepho Nelson Épée |  | Joji Nasova Joseva Talacolo Jeremia Matana Sevuloni Mocenacagi Iosefo Masi Ponepati Loganimasi Terio Veilawa Waisea Nacuqu Jerry Tuwai Iowane Teba Kaminieli Rasaku Selestino Ravutaumada Josaia Raisuqe Filipe Sauturaga |  | Christie Grobbelaar Ryan Oosthuizen Impi Visser Zain Davids Quewin Nortje Tiaan Pretorius Tristan Leyds Selvyn Davids Shaun Williams Rosko Specman Siviwe Soyizwapi Shilton van Wyk Ronald Brown |

## Calendário
| FG | Fase de grupos | PC | Partidas de classificação | QF | Quartas de final | SF | Semifinais | B | Partida da medalha de bronze | F | Partida da medalha de ouro |

| M | Manhã | N | Noite |

| Data      | 24 jul | 24 jul | 25 jul | 25 jul | 25 jul | 26 jul | 27 jul | 27 jul | 27 jul | 27 jul | 27 jul |
| Evento    | M      | N      | M      | N      | N      |        | M      | M      | N      | N      | N      |
| --------- | ------ | ------ | ------ | ------ | ------ | ------ | ------ | ------ | ------ | ------ | ------ |
| Masculino | FG     | FG     | FG     | PC     | QF     |        | PC     | SF     | PC     | B      | F      |

## Qualificação
Doze equipes se classificaram para o torneio masculino de rugby sevens:
| Método                                            | Data                                       | Local      | Vagas | Classificado   |
| ------------------------------------------------- | ------------------------------------------ | ---------- | ----- | -------------- |
| País-sede                                         | —                                          | —          | 1     | França         |
| Série Mundial de 2022–23                          | 4 de novembro de 2022 – 21 de maio de 2023 | Vários     | 4     | Nova Zelândia  |
| Série Mundial de 2022–23                          | 4 de novembro de 2022 – 21 de maio de 2023 | Vários     | 4     | Argentina      |
| Série Mundial de 2022–23                          | 4 de novembro de 2022 – 21 de maio de 2023 | Vários     | 4     | Fiji           |
| Série Mundial de 2022–23                          | 4 de novembro de 2022 – 21 de maio de 2023 | Vários     | 4     | Austrália      |
| Torneio de Qualificação da América do Sul de 2023 | 17–18 de junho de 2023                     | Montevidéu | 1     | Uruguai        |
| Campeonato da RAN de 2023                         | 19–20 de agosto de 2023                    | Langford   | 1     | Estados Unidos |
| Jogos Europeus de 2023                            | 25–27 de junho de 2023                     | Cracóvia   | 1     | Irlanda        |
| Campeonato da Oceania de 2023                     | 10–12 de novembro de 2023                  | Brisbane   | 1     | Samoa          |
| Campeonato Africano de 2023                       | 16–17 de setembro de 2023                  | Harare     | 1     | Quênia         |
| Torneio de Qualificação da Ásia de 2023           | 18–19 de novembro de 2023                  | Osaka      | 1     | Japão          |
| Torneio Final de Qualificação Olímpica de 2024    | 21–23 de junho de 2024                     | Mônaco     | 1     | África do Sul  |
| Total                                             | Total                                      | Total      | Total | 12             |

- Notas:

## Formato
As doze equipes foram divididas em três grupos de quatro equipes cada para na fase inicial. Cada uma joga contra todas as demais equipes do grupo, totalizando três partidas. As duas primeiras colocadas de cada grupo, além das duas melhores terceiro colocadas no geral, avançam para a fase eliminatória, enquanto as demais equipes disputam jogos classificatórios do nono ao décimo segundo lugar. A fase eliminatória começa com as quartas de final e os vencedores avançam para as semifinais, enquanto os perdedores das quartas de final disputam a classificação do quinto ao oitavo lugar. Os dois vencedores das semifinais disputam a medalha de ouro, enquanto os dois perdedores disputam o bronze.

## Árbitros
O World Rugby anunciou os árbitros em 8 de maio de 2024.
- GBR Ben Breakspear
- POR Paulo Duarte
- ITA Gianluca Gnecchi
- URU Francisco González
- NZL Nick Hogan
- RSA AJ Jacobs
- AUS Reuben Keane
- GBR Adam Leal
- FIJ Tevita Rokovereni
- FRA Jérémy Rozier
- RSA Morné Ferreira
- AUS Jordan Way

## Fase de grupos
Todas as partidas seguem o fuso horário local (UTC+2).

### Grupo A
| Pos | Equipe        | Pts | J | V | E | D | PP | PC  | SP   | Classificado     |
| --- | ------------- | --- | - | - | - | - | -- | --- | ---- | ---------------- |
| 1   | Nova Zelândia | 9   | 3 | 3 | 0 | 0 | 71 | 29  | +42  | Quartas de final |
| 2   | Irlanda       | 7   | 3 | 2 | 0 | 1 | 62 | 24  | +38  | Quartas de final |
| 3   | África do Sul | 5   | 3 | 1 | 0 | 2 | 59 | 32  | +27  | Quartas de final |
| 4   | Japão         | 3   | 3 | 0 | 0 | 3 | 22 | 129 | −107 |                  |

| 24 julho 2024 17:30              |           |                     |                                                      |
| Irlanda                          | 10–5      | África do Sul       | Stade de France, Paris Árbitro: ITA Gianluca Gnecchi |
| Tries: Conroy 8' m Kennedy 12' m | Relatório | Tries: Davids 14' m | Stade de France, Paris Árbitro: ITA Gianluca Gnecchi |

| 24 julho 2024 18:00                                                           |           |                                                          |                                                       |
| Nova Zelândia                                                                 | 40–12     | Japão                                                    | Stade de France, Paris Árbitro: FIJ Tevita Rokovereni |
| Tries: Rokolisoa 1' m Fineanganofo 4' m Conv.: Rokolisoa (4/4) 1', 7', 8', 8' | Relatório | Tries: Tsuoka 2' m Ishida 16' m Conv.: Taninaka (1/1) 2' | Stade de France, Paris Árbitro: FIJ Tevita Rokovereni |

| 24 julho 2024 21:00 |           |                     |                                                    |
| Irlanda | 40–5      | Japão               | Stade de France, Paris Árbitro: RSA Morné Ferreira |
| Tries: Kennedy 1' m Mullins (2) 8' m, 12' m McNulty, 8' m Comerford 10' c Ward 15' m Conv.: Lennox (3/4) 2', 8', 9' Roche (2/2) 12', 15' | Relatório | Tries: Tsuoka 14' c | Stade de France, Paris Árbitro: RSA Morné Ferreira |

| 24 julho 2024 21:30                                                       |           |                    |                                                  |
| Nova Zelândia                                                             | 17–5      | África do Sul      | Stade de France, Paris Árbitro: AUS Reuben Keane |
| Tries: Leo (2) 2' m, 11' c McGarvey-Black 7' m Conv.: Rokolisoa (1/1) 12' | Relatório | Tries: Davids 4' m | Stade de France, Paris Árbitro: AUS Reuben Keane |

| 25 julho 2024 16:00 |           |                   |                                                |
| África do Sul | 49–5      | Japão             | Stade de France, Paris Árbitro: NZL Nick Hogan |
| Tries: Davids 1' c Visser 3' c van Wyk (2) 4' c, 14' c Oosthuizen (2) 6' c, 7' c Specman 11' c Conv.: Leyds (5/5) 2', 3', 4', 6', 8' Brown (2/2) 12', 14' | Relatório | Tries: Ueda 10' m | Stade de France, Paris Árbitro: NZL Nick Hogan |

### Grupo B
| Pos | Equipe    | Pts | J | V | E | D | PP | PC | SP  | Classificado     |
| --- | --------- | --- | - | - | - | - | -- | -- | --- | ---------------- |
| 1   | Austrália | 9   | 3 | 3 | 0 | 0 | 64 | 35 | +29 | Quartas de final |
| 2   | Argentina | 7   | 3 | 2 | 0 | 1 | 73 | 46 | +27 | Quartas de final |
| 3   | Samoa     | 5   | 3 | 1 | 0 | 2 | 52 | 49 | +3  |                  |
| 4   | Quênia    | 3   | 3 | 0 | 0 | 3 | 19 | 78 | −59 |                  |

| 24 julho 2024 15:30                                                            |           |                                                                            |                                                   |
| Austrália                                                                      | 21–14     | Samoa                                                                      | Stade de France, Paris Árbitro: FRA Jérémy Rozier |
| Tries: Hutchison (2) 8' c, 14' c Lawson 11' c Conv.: Roache (3/3) 8', 11', 14' | Relatório | Tries: Opetai 3' c Falaniko 15' c Conv.: Scanlan (1/1) 3' Maiava (1/1) 15' | Stade de France, Paris Árbitro: FRA Jérémy Rozier |

| 24 julho 2024 16:00                                                                                                   |           |                                                      |                                               |
| Argentina | 31–12     | Quênia                                               | Stade de France, Paris Árbitro: RSA AJ Jacobs |
| Tries: Fraga (2) 7' m, 8' c Elizalde 10' c González 14' c Moneta 15' m Conv.: Pellandini (2/3) 8', 12' Mare (1/1) 14' | Relatório | Tries: Ojwang 4' c Wekesa 9' m Conv.: Mboya (1/2) 5' | Stade de France, Paris Árbitro: RSA AJ Jacobs |

| 24 julho 2024 19:00                                                        |           |                                         |                                                  |
| Austrália                                                                  | 21–7      | Quênia                                  | Stade de France, Paris Árbitro: POR Pablo Duarte |
| Tries: Turner 1' c Lawson 6' c Toole 13' c Conv.: Roache (3/3) 1', 7', 13' | Relatório | Tries: Mboya 3' c Conv.: Mboya (1/1) 3' | Stade de France, Paris Árbitro: POR Pablo Duarte |

| 24 julho 2024 19:30                                                                                 |           |                                                              |                                                        |
| Argentina                                                                                           | 28–12     | Samoa                                                        | Stade de France, Paris Árbitro: URU Francisco González |
| Tries: Osadczuk (2) 2' c, 9' c Graziano 5' c Pellandini 7' c Conv.: Pellandini (4/4) 2', 6', 8', 9' | Relatório | Tries: Maliko 11' c Leitufia 14' m Conv.: Leitufia (1/2) 11' | Stade de France, Paris Árbitro: URU Francisco González |

| 25 julho 2024 14:00 |           |        |                                                  |
| Samoa | 26–0      | Quênia | Stade de France, Paris Árbitro: AUS Reuben Keane |
| Tries: Opetai 3' m Scanlan 8' c Maliko 14' c Onosai 16' c Conv.: Falaniko (1/2) 9' Maiava (1/1) 14' Leitufia (1/1) 17' | Relatório |        | Stade de France, Paris Árbitro: AUS Reuben Keane |

| 25 julho 2024 14:30                                               |           |                                                                                     |                                               |
| Argentina                                                         | 14–22     | Austrália                                                                           | Stade de France, Paris Árbitro: GBR Adam Leal |
| Tries: Schulz 2' c Osadczuk 11' c Conv.: Pellandini (2/2) 2', 11' | Relatório | Tries: Hutchison 7' m Dowling 8' m Roache 9' m Malouf 13' c Conv.: Roache (1/4) 13' | Stade de France, Paris Árbitro: GBR Adam Leal |

### Grupo C
| Pos | Equipe         | Pts | J | V | E | D | PP | PC | SP  | Classificado     |
| --- | -------------- | --- | - | - | - | - | -- | -- | --- | ---------------- |
| 1   | Fiji           | 9   | 3 | 3 | 0 | 0 | 97 | 36 | +61 | Quartas de final |
| 2   | França         | 6   | 3 | 1 | 1 | 1 | 43 | 43 | 0   | Quartas de final |
| 3   | Estados Unidos | 6   | 3 | 1 | 1 | 1 | 57 | 67 | −10 | Quartas de final |
| 4   | Uruguai        | 3   | 3 | 0 | 0 | 3 | 41 | 92 | −51 |                  |

| 24 julho 2024 16:30                                     |           |                                                          |                                               |
| França                                                  | 12–12     | Estados Unidos                                           | Stade de France, Paris Árbitro: GBR Adam Leal |
| Tries: Sepho 4' m Rebbadj 8' c Conv.: Barraque (1/2) 8' | Relatório | Tries: Lacamp 7' c Tupuola 12' m Conv.: Tomasin (1/1) 7' | Stade de France, Paris Árbitro: GBR Adam Leal |

| 24 julho 2024 17:00 |           |                                                              |                                                    |
| Fiji | 40–12     | Uruguai                                                      | Stade de France, Paris Árbitro: GBR Ben Breakspear |
| Tries: Nasova (2) 2' m, 7' c Loganimasi 5' c Nacuqu 8' c Teba 11' c Ravutaumada 15' c Conv.: Nacuqu (3/4) 6', 7', 8' Teba (1/1) 12' Tamani (1/1) 25' | Relatório | Tries: González 4' c Basso 10' m Conv.: Lijtenstein (1/1) 4' | Stade de France, Paris Árbitro: GBR Ben Breakspear |

| 24 julho 2024 20:00                                                         |           |                                                                 |                                                |
| França                                                                      | 19–12     | Uruguai                                                         | Stade de France, Paris Árbitro: NZL Nick Hogan |
| Tries: Zeghdar 3' m Dupont 9' m Joseph 12' m Conv.: Barraque (2/3) 10', 14' | Relatório | Tries: Facciolo 8' c González 10' m Conv.: Lijtenstein (1/1) 8' | Stade de France, Paris Árbitro: NZL Nick Hogan |

| 24 julho 2024 20:30 |           |                                                 |                                                |
| Fiji | 38–12     | Estados Unidos                                  | Stade de France, Paris Árbitro: AUS Jordan Way |
| Tries: Teba 2' m Rasaku 4' c Ravutaumada 5' m Raisuqe 7' m Baleiwairiki 8' m Nacuqu 10' c Conv.: Teba (4/5) 3', 5', 7', 9' | Relatório | Tries: Bizer 5' c Baker 11' m Conv.: Hughes 12' | Stade de France, Paris Árbitro: AUS Jordan Way |

| 25 julho 2024 15:00                                                                        |           |                                                                     |                                                   |
| Estados Unidos                                                                             | 33–17     | Uruguai                                                             | Stade de France, Paris Árbitro: FRA Jérémy Rozier |
| Tries: Baker (4) 1' c, 8' c, 11' c, 14' m Lacamp 8' c Conv.: Tomasin (4/5) 1', 9', 9', 11' | Relatório | Tries: Amaya (2) 3' m, 13' m Basso 5' c Conv.: Lijtenstein (1/2) 6' | Stade de France, Paris Árbitro: FRA Jérémy Rozier |

| 25 julho 2024 15:30                                                                |           |                                                                    |                                               |
| Fiji                                                                               | 19–12     | França                                                             | Stade de France, Paris Árbitro: RSA AJ Jacobs |
| Tries: Tuwai 6' m Rasaku 9' c Nasova 13' c Conv.: Teba (1/2) 10' Veilawa (1/1) 14' | Relatório | Tries: Grandidier Nkanang 4' m Timo 15' c Conv.: Rebbadj (1/1) 16' | Stade de France, Paris Árbitro: RSA AJ Jacobs |

### Melhores terceiro colocados
| Pos | Grp | Equipe         | Pts | J | V | E | D | PP | PC | SP  | Classificado     |
| --- | --- | -------------- | --- | - | - | - | - | -- | -- | --- | ---------------- |
| 1   | C   | Estados Unidos | 6   | 3 | 1 | 1 | 1 | 57 | 67 | −10 | Quartas de final |
| 2   | A   | África do Sul  | 5   | 3 | 1 | 0 | 2 | 59 | 32 | +27 | Quartas de final |
| 3   | B   | Samoa          | 5   | 3 | 1 | 0 | 2 | 52 | 49 | +3  |                  |

## Fase final
|  | Quartas de final | Quartas de final |               |           | Semifinal           | Semifinal           |  |  | Final       | Final |
|  |                  |                  |               |           |                     |                     |  |  |             |       |
|  | 25 de julho      |                  |               |           |                     |                     |  |  |             |       |
|  |                  |                  |               |           |                     |                     |  |  |             |       |
|  | Nova Zelândia    | 7                |               |           |                     |                     |  |  |             |       |
|  | Nova Zelândia    | 7                | 27 de julho   |           |                     |                     |  |  |             |       |
|  | África do Sul    | 14               |               |           |                     |                     |  |  |             |       |
|  | África do Sul    | 14               | África do Sul | 5         |                     |                     |  |  |             |       |
|  | 25 de julho      |                  | África do Sul | 5         |                     |                     |  |  |             |       |
|  |                  | França           | 19            |           |                     |                     |  |  |             |       |
|  | Argentina        | França           | 19            | 14        |                     |                     |  |  |             |       |
|  | Argentina        |                  | 27 de julho   | 14        |                     |                     |  |  |             |       |
|  | França           | 26               |               |           |                     |                     |  |  |             |       |
|  | França           | 26               | França        | 28        |                     |                     |  |  |             |       |
|  | 25 de julho      |                  | França        | 28        |                     |                     |  |  |             |       |
|  |                  | Fiji             | 7             |           |                     |                     |  |  |             |       |
|  | Fiji             | Fiji             | 7             | 19        |                     |                     |  |  |             |       |
|  | Fiji             | 27 de julho      |               | 19        |                     |                     |  |  |             |       |
|  | Irlanda          | 15               |               |           |                     |                     |  |  |             |       |
|  | Irlanda          | 15               | Fiji          | 31        | Disputa pelo bronze | Disputa pelo bronze |  |  |             |       |
|  | 25 de julho      |                  | Fiji          | 31        | Disputa pelo bronze | Disputa pelo bronze |  |  |             |       |
|  |                  | Austrália        | 7             |           |                     |                     |  |  |             |       |
|  | Austrália        | Austrália        | 7             | 18        | África do Sul       | 26                  |  |  |             |       |
|  | Austrália        |                  |               | 18        | África do Sul       | 26                  |  |  |             |       |
|  | Estados Unidos   | 0                |               | Austrália | 19                  |                     |  |  |             |       |
|  | Estados Unidos   | 0                |               |           | 19                  |                     |  |  |             |       |
|  |                  |                  |               |           |                     |                     |  |  | 27 de julho |       |
|  |                  |                  |               |           |                     |                     |  |  |             |       |

|  | Classificação 5–8   | Classificação 5–8 |   |             | Disputa pelo 5º lugar | Disputa pelo 5º lugar |  |
|  |                     |                   |   |             |                       |                       |  |
|  | 27 de julho         |                   |   |             |                       |                       |  |
|  | Nova Zelândia (pro) | 17                |   |             |                       |                       |  |
|  | Argentina           | 12                |   |             |                       |                       |  |
|  |                     |                   |   |             |                       |                       |  |
|  |                     |                   |   |             | 27 de julho           |                       |  |
|  |                     |                   |   |             | Nova Zelândia         | 17                    |  |
|  |                     | Irlanda           | 7 |             |                       |                       |  |
|  |                     |                   |   |             |                       |                       |  |
|  |                     |                   |   |             |                       |                       |  |
|  |                     |                   |   |             | Disputa pelo 7º lugar |                       |  |
|  | 27 de julho         | 27 de julho       |   | 27 de julho | 27 de julho           |                       |  |
|  | Irlanda             | 17                |   | Argentina   | 19                    |                       |  |
|  | Estados Unidos      | 14                |   |             | Estados Unidos        | 0                     |  |

|  | Classificação 9–12 | Classificação 9–12 |    |             | Disputa pelo 9º lugar  | Disputa pelo 9º lugar |  |
|  |                    |                    |    |             |                        |                       |  |
|  | 25 de julho        |                    |    |             |                        |                       |  |
|  | Samoa              | 42                 |    |             |                        |                       |  |
|  | Japão              | 7                  |    |             |                        |                       |  |
|  |                    |                    |    |             |                        |                       |  |
|  |                    |                    |    |             | 27 de julho            |                       |  |
|  |                    |                    |    |             | Samoa                  | 5                     |  |
|  |                    | Quênia             | 10 |             |                        |                       |  |
|  |                    |                    |    |             |                        |                       |  |
|  |                    |                    |    |             |                        |                       |  |
|  |                    |                    |    |             | Disputa pelo 11º lugar |                       |  |
|  | 25 de julho        | 25 de julho        |    | 27 de julho | 27 de julho            |                       |  |
|  | Uruguai            | 14                 |    | Japão       | 10                     |                       |  |
|  | Quênia (pro)       | 19                 |    |             | Uruguai                | 21                    |  |

### Classificação 9º–12º lugar
| 25 julho 2024 20:00 |           |                                              |                                                      |
| Samoa | 42–7      | Japão                                        | Stade de France, Paris Árbitro: ITA Gianluca Gnecchi |
| Tries: Scanlan (2) 1' c, 3' c Maliko 9' c Leitufia 10' c Maiava 12' c Lalomilo 14' c Conv.: Leitufia (3/3) 1', 4' Scanlan (2/2) 9', 11' Maiava (1/1) 12' Maliko 15' | Relatório | Tries: Noguchi 8' c Conv.: Taninaka (1/1) 9' | Stade de France, Paris Árbitro: ITA Gianluca Gnecchi |

| 25 julho 2024 20:30                                                                     |           |                                                                        |                                                  |
| Uruguai                                                                                 | 14–19     | Quênia                                                                 | Stade de France, Paris Árbitro: POR Paulo Duarte |
| Tries: Tafernaberry 1' c Amaya 16' c Conv.: Tafernaberry (1/1) 1' Lijtenstein (1/1) 16' | Relatório | Tries: Okoth 10' c Asati 12' c Okong'o 18' Conv.: Mboya (2/2) 11', 12' | Stade de France, Paris Árbitro: POR Paulo Duarte |

### Quartas de final
| 25 julho 2024 21:30                                                      |           |                                                                                                 |                                                |
| Argentina                                                                | 14–26     | França                                                                                          | Stade de France, Paris Árbitro: AUS Jordan Way |
| Tries: Isgró 9' c Moneta 12' c Conv.: Mare (1/1) 9' Pellandini (1/1) 12' | Relatório | Tries: Timo 4' c Grandidier Nkanang (2) 4' c, 7' c Dupont 15' m Conv.: Rebbadj (3/3) 4', 6', 8' | Stade de France, Paris Árbitro: AUS Jordan Way |

| 25 julho 2024 22:00                                                                      |           |                                         |                                                |
| Fiji                                                                                     | 19–15     | Irlanda                                 | Stade de France, Paris Árbitro: NZL Nick Hogan |
| Tries: Baleiwairiki 1' c Nasova 12' c Nacuqu 12' m Conv.: Teba (1/1) 2' Tamani (1/1) 13' | Relatório | Tries: Mullins (2) 5' m, 7' m Ward 9' m | Stade de France, Paris Árbitro: NZL Nick Hogan |

| 25 julho 2024 22:30                                                          |           |                |                                                   |
| Austrália                                                                    | 18–0      | Estados Unidos | Stade de France, Paris Árbitro: FRA Jérémy Rozier |
| Tries: Turner 5' c Toole 13' c Longbottom 15' m Penais: Longbottom (1/1) 14' | Relatório |                | Stade de France, Paris Árbitro: FRA Jérémy Rozier |

### Classificação 5º–8º lugar
| 27 julho 2024 15:00                                                |           |                                                               |                                                        |
| Irlanda                                                            | 17–14     | Estados Unidos                                                | Stade de France, Paris Árbitro: URU Francisco González |
| Tries: Lennox 1' c Ward 14' m Kennedy 15' m Conv.: Lennox (1/1) 1' | Relatório | Tries: Cummings 7' c Baker 11' c Conv.: Tomasin (2/2) 8', 12' | Stade de France, Paris Árbitro: URU Francisco González |

### Semifinais
| 27 julho 2024 15:30 |           |                                                                           |                                                  |
| África do Sul       | 5–19      | França                                                                    | Stade de France, Paris Árbitro: AUS Reuben Keane |
| Tries: Leyds 10' m  | Relatório | Tries: Rebbadj (2) 11' c, 14' c Sepho 15' m Conv.: Rebbadj (2/3) 12', 14' | Stade de France, Paris Árbitro: AUS Reuben Keane |

| 27 julho 2024 16:00 |           |                                            |                                               |
| Fiji | 31–7      | Austrália                                  | Stade de France, Paris Árbitro: RSA AJ Jacobs |
| Tries: Nasova 8' c Baleiwairiki 8' c Rasaku 11' c Ravutaumada 14' c Conv.: Teba (2/2) 8', 9' Nacuqu (2/2) 15' Penais: Veilawa (1/1) 14' | Relatório | Tries: Dowling 6' c Conv.: Roache (1/1) 6' | Stade de France, Paris Árbitro: RSA AJ Jacobs |

### Disputa pelo décimo primeiro lugar
| 27 julho 2024 16:30             |           |                                                                                 |                                                    |
| Japão                           | 10–21     | Uruguai                                                                         | Stade de France, Paris Árbitro: RSA Morné Ferreira |
| Tries: Ishida 6' m Tsuoka 11' m | Relatório | Tries: González (2) 1' c, 4' c Viñals 2' c Conv.: Tafernaberry (3/3) 1', 3', 4' | Stade de France, Paris Árbitro: RSA Morné Ferreira |

### Disputa pelo nono lugar
| 27 julho 2024 17:00 |           |                             |                                                       |
| Samoa               | 5–10      | Quênia                      | Stade de France, Paris Árbitro: FIJ Tevita Rokovereni |
| Tries: Opetai 11' m | Relatório | Tries: Okeyo (2) 3' m, 8' m | Stade de France, Paris Árbitro: FIJ Tevita Rokovereni |

### Disputa pelo sétimo lugar
| 27 julho 2024 18:00                                                 |           |                |                                                    |
| Argentina                                                           | 19–0      | Estados Unidos | Stade de France, Paris Árbitro: GBR Ben Breakspear |
| Tries: Osadczuk (2) 7' c, 9' c Isgro 13' m Conv.: Wade (2/2) 8', 9' | Relatório |                | Stade de France, Paris Árbitro: GBR Ben Breakspear |

### Disputa pelo bronze
| 27 julho 2024 19:00                                                                                             |           |                                                                           |                                                   |
| África do Sul                                                                                                   | 26–19     | Austrália                                                                 | Stade de France, Paris Árbitro: FRA Jérémy Rozier |
| Tries: S. Davids 6' m Z. Davids (2) 10' c, 11' c Williams 15' c Conv.: Leyds (2/3) 10', 11' Soyizwapi (1/1) 15' | Relatório | Tries: Lawson 5' c Toole 12' c Paterson 14' m Conv.: Roache (2/3) 5', 13' | Stade de France, Paris Árbitro: FRA Jérémy Rozier |

### Final
| 27 julho 2024 19:45 |           |                                           |                                                |
| França | 28–7      | Fiji                                      | Stade de France, Paris Árbitro: AUS Jordan Way |
| Tries: Joseph 5' c Grandidier 8' c Dupont (2) 13' c, 15' c Conv.: Rebbadj (1/1) 6' Riva (2/2) 8', 13' Barraque (1/1) 15' | Relatório | Tries: Talacolo 2' c Conv.: Teba (1/1) 2' | Stade de France, Paris Árbitro: AUS Jordan Way |

## Classificação final
| Pos.              | Equipe             | Jogos | Pontos | Méd. pts. | Tries | Méd. tries |
| ----------------- | ------------------ | ----- | ------ | --------- | ----- | ---------- |
| Medalha de ouro   | FRA França         | 6     | 116    | 19.33     | 18    | 3.00       |
| Medalha de prata  | FIJ Fiji           | 6     | 154    | 25.67     | 23    | 3.83       |
| Medalha de bronze | RSA África do Sul  | 6     | 104    | 17.33     | 16    | 2.67       |
| 4                 | AUS Austrália      | 6     | 108    | 18.00     | 17    | 2.83       |
| 5                 | NZL Nova Zelândia  | 6     | 112    | 18.67     | 18    | 3.00       |
| 6                 | IRL Irlanda        | 6     | 101    | 16.83     | 17    | 2.83       |
| 7                 | ARG Argentina      | 6     | 118    | 19.67     | 18    | 3.00       |
| 8                 | USA Estados Unidos | 6     | 71     | 11.83     | 11    | 1.83       |
| 9                 | KEN Quênia         | 5     | 48     | 9.60      | 8     | 1.60       |
| 10                | SAM Samoa          | 5     | 99     | 19.80     | 15    | 3.00       |
| 11                | URU Uruguai        | 5     | 76     | 15.20     | 12    | 2.40       |
| 12                | JPN Japão          | 5     | 39     | 7.80      | 7     | 1.40       |